# Anastase Tomița Răzășul
Tomița Anastase (n. 13 noiembrie 1885, în satul Brăhășești, Plasa Zeletin, județul Tecuci, d. 22 ianuarie 1968) a fost un scriitor militar român. Părinții lui au fost Cristache, de profesiune agricultor și Maria.

## Cariera militară:
La vârsta de 18 ani, la 1 decembrie 1903 s-a încorporat ca soldat voluntar, în Regimentul 6 Tecuci. 
După numai 6 luni de zile, la 1 iunie 1904 a fost avansat la gradul de caporal iar la 16 aprilie 1905 la gradul de sergent, ceea ce denotă că s-a adaptat foarte repede la mediul militar și că avea o capacitatea intelectuală și deprinderi practice deosebite. 
La 11 decembrie 1906 a fost concediat și reangajat, cu aceeași dată, pe o perioadă de 2 ani în același regiment.
După 3 ani și jumătate de la prima încorporare, la 14 mai 1907 devine subofițer de administrație clasa a II-a, la Corpul III Armată, conform ordinului Ministrului de Război, nr. 2915/1907.
La 16 noiembrie 1908, este încadrat la biroul recrutare Tecuci, din Corpul III Armată iar la 16 iulie 1910, în comandamentul Diviziei 6. 
În memoriul  calificativ al subofițerului de administrație clasa a II-a Tomița Anastase, pe anul 1909, sunt consemnate următoarele:
- Talia – mijlocie;
- Școale: clasele primare;
- Familie: are tată, mamă, 2 frați și 2 surori;
- Felul vieței: modestă și cumpătată;
- Talente: scriere frumoasă.
- Aptitudini fizice: se prezintă bine. Ținută corectă. Aspect fizic plăcut. Sănătos și rezistent la oboselile unei campanii.
- Capacitate: este inteligent și cu judecată care probează mult bun simț. Lucrează cu mult spirit de ordine și de metodă. Memorare bună. Cultura generală a patru clase primare. Posedă cunoștințele legilor și regulamentelor necesare funcțiunei ce îndeplinește.
- Educațiune militară: este disciplinat și cu mult simț al datoriei. Bun camarad. Are simțul onoarei și curajul răspunderei. Nu face solicitări decât pe calea stabilită de regulele ostășești. Este foarte devotat serviciului și cu conduită foarte bună.
- Îndeplinirea serviciului: este foarte activ în serviciu, îndeplinind cu punctualitate și exactitate toate serviciile cu care a fost însărcinat.
- Propuneri: propun  fi înaintat subofițer de administrație clasa a I-a.
Pe 11 decembrie 1910, este reangajat pe o perioadă de 2 ani. 
În foaia calificativă pe anul 1911, șeful de stat major al Diviziei 6, locotenent colonelul Niculescu consemnează următoarele:
- Nu a fost pedepsit.
- Sănătos și rezistent pentru campanie. Aspect fizic plăcut. Bun biciclist.
- Foarte capabil pentru gradul său. Inteligent și cu mult bun simț. Are numai 5 clase primare (rurale), însă având dorința de a-și mări cunoștințele, a reușit ca, prin citire multă și aleasă, să fie la înălțimea celor mai buni subofițeri de administrație. Cunoaște pa perfecție legile și regulamentele necesare funcțiunei ce îndeplinește.
- Educațiunea sa militară este foarte îngrijită. Disciplinat și bun camarad. Devotat serviciului.
- Îndeplinește serviciul cu mult zel și activitate. Ca secretar la Biroul I aduce foloase reale și este un ajutor prețios pentru Capul acestui birou. Foarte discret și cu multă încredere i se poate da orice serviciu de specialitatea sa. Scrie pre bine și repede la mașina Yost. În definitiv este un prețios element pentru cancelaria acestui Comandament. A luat parte la concentrarea de toamnă și la Manevrele Mari, unde a condus foarte bine.
- Sunt doi ani de când este propus regulat la înaintare. Pentru modul distins cu care se achită de îndatoririle sale, îmi fac o datorie de a-l propune pentru a treia oară ca să fie înaintat subofițer de administrație clasa a I-a.
- La aceste aprecieri, comandantul Diviziei 6, Generalul Herjeu, concluzionează: prea bun subofițer de administrațiune. Conduce bine servicii. Conduită prea bună. Merită a înainta.
La 1 iunie 1912 este încadrat la Cercul recrutare Tecuci iar pe 11 decembrie 1912 este reangajat, întâia oară, pe 5 ani în Brigada XI Infanterie.
La 1 noiembrie 1913, este avansat subofițer de administrație clasa a I-a, prin ordin al Ministrului de război nr. 10412/1913.
La 16 decembrie 1913 este atașat la Cercul de recrutare Silistra.
La 16 aprilie 1914 este încadrat la Regimentul 64 Infanterie.
La 1 decembrie 1915 intră la Școala de trageri de Infanterie Slobozia pentru a-și face stagiul de încercare (condiție impusă de art. 28, Legea înaintărilor în armată) fiind reușit la examenul pentru sublocotenenți de administrație activi.
La 1 martie 1916 este avansat la gradul de sublocotenent de administrație iar la 30 decembrie este încadrat la Manutanța Centrală.
După numai un an de zile, la 1 noiembrie 1917 este avansat la gradul de locotenent de administrație, Î.D. nr. 1330/1917.
La 1 iulie 1918 este demobilizat, conform Î.D. nr. 1309/1918 și este trecut pe „picior de pace”.
La 29 octombrie 1918 este mobilizat la Divizia 7 Intendență, conform ordinului Ministrului de Război,  nr. 4428/1918, ordinul de zi pe unitate, nr. 506 și trecut pe „picior de război”.
La 15 iulie 1920 este mutat în regimentul 64 Infanterie, prin ordin al ministerului de război, serviciul personal, nr. 18987/1920.
La 1 aprilie 1920 este avansat la gradul de căpitan de administrație.
La 1 octombrie 1924 este mutat la Marele Stat Major, la revista „România Militară”, Î.D. nr. 3292/1924.
La 10 mai 1934 este avansat la gradul de maior de administrație, ÎD nr. 1307/1934.
La 1 noiembrie 1937 este trecut în rezervă, pentru limită de vârstă, ÎD nr. 3574/1937.
La 6 septembrie 1940 a depus jurământul militar de credință M. S. Regelui Mihai, la Marele Stat Major, proces verbal nr. 15211/1940.
La 29 decembrie 1942 a fost numit în funcția de Director Administrativ al Revistei „România Militară”, comunicarea Secției I, nr. 994318/1942.
La 1 mai 1943 este scutit concentrare fiind întrebuințat în funcția de Director Administrativ al Revistei „România Militară”, ordinul secției I nr. 316842/1942.
La 1 ianuarie 1945 este trecut din oficiu în poziția de retragere pentru limită de vârstă, conform ÎD nr. 412/1945. 
În anul 1946 maiorul Anastase Tomița Răzășul făcea parte din Asociația scriitorilor și autorilor militari români - Comitetul de conducere și administrare.

## Campaniile la care a participat, sunt următoarele:
• 20 iunie 1913, mobilizat și trecut pe picior de război, ÎD nr. 4751/1913.
• 31 august 1914, demobilizat și trecut pe picior de pace, ÎD nr. 5141/1913.
• 14 august 1916, mobilizat și trecut pe picior de război, ÎD nr. 2784/1916.
• 31 mai 1918, demobilizat și trecut pe picior de pace, ÎD nr. 1309/1918.
• 28 octombrie 1918, mobilizat și trecut pe picior de război, ÎD nr. 3179/1918.
• 1 aprilie 1921, demobilizat și trecut pe picior de pace, ÎD nr. 897/1921.

## Decorații și medalii.
1. Medalia Jubiliară „Carol I”, ÎD nr. 5384/1906, cu prilejul împlinirii a 40 ani de domnie a MS Regelui Carol I;
2. Medalia Serviciul Credincios clasa a II-a, ÎD nr. 1713/1911;
3. Medalia Avântul Țărei, ÎD nr. 6247/1913;
4. Medalia Crucea Comemorativă a războiului 1916 – 1918 fără barete, ÎD nr. 1744/1918;
5. Medalia Meritul Comercial și Industrial clasa a II-a, ÎD nr. 2355/1919;
6. Ordinul Coroana României în grad de cavaler, ÎD nr. 4768/1922;
7. Medalia Crucea Meritul Militar Sanitar clasa a II-a, ÎD nr. 2706/ 2 iunie 1923.
8. Ordinul „Meritul Cultural”, în gradul de cavaler clasa a II-a, pentru opere de cultură.

## Cărți și articole:
1. Maior de administrație Anastase Tomița Răzășul, Gospodăria militară la români de la Dacia Traiană la România Reîntregită, Tipografia Viața Literară, București, 1941.
2. *** Întreținerea Armatei Române dealungul timpurilor, volum comemorativ apărut cu prilejul restabilirii destinului istoric al gospodăriei Oștirii Române și al aniversării a optzeci și cinci de ani de la introducerea intendenței în viața noastră militară și națională, Tipografia Marelui Stat Major, București, 1941
3. Din trecutul "României Militare": cu prilejul comemorării a șaptezeci si cinci de ani de la apariția ei în viața armatei: 1864-1938 / alcătuită de Tomița-Răzășul, Anastase - Autor
4. Centenarul Armatei Românești ( Dedicație ) - Căpitan Anastasie Tomița, 1931
5. Răzășul, Anastase. Un mare creator, un mare gospodar. Extras din volumul omagial închinat memoriei Intendantului General de Divizie Constantin Zaharia de către Corpul ofițerilor de intendență și Administrație și Corpul Subofițerilor din Administrație ai Armatei. București, 1938, p. 55-63, M III 1962
6. Tomița Răzășul, Anastase. Structura și rostul publicațiilor militare./Extras din Revista intendenței și administrației armatei, octomvrie – noiemvrie 1931. București, 1931. 60 p. Cu autograful autorului. M III 4372
7. Tomița Răzășul, Anastase. Contribuții la istoricul administrației militare românești (sec. XIII, XIV, XV). București, 1933. 84 p. III 13435
8. Răzășul, Anastase. Drepturile militarilor în trecutul românesc. Extras din revista România Militară, nr. 1 pag. 51-59 și nr. 2 pag. 33-47. București, Tipografia Marelui Stat Major, 1933.
9. Tomița Răzășul, Anastase. Administrația militară în armata lui Barbu Știrbei. /Extras din Revista intendenței și administrației armatei. Decembrie 1934. București, [s.n.], 1934 p 785-802, M III 2488
10. Tomița Răzășul, Anastase. Creația intelectuală în publicistica militară. București, [s.n.], 1935. 96 p. M III 672
11. Răzășul, Anastase. Generalul Constantin Scărișoreanu. Extras din revista România Militară. București, Tipografia Marelui Stat Major, 1937. 7 p.
12. Răzășul, Anastase. Intendantul general de divizie Constantin Zaharia. Extras din revista România Militară. București, Tipografia Marelui Stat Major, feb. 1938. 7 p.
13. Răzășul, Anastase. Străvechi urme militare pe teritoriul românesc. București, Tipografia Marelui Stat Major, 1938. 19 p.
14. Răzășul, Anastase. Generalul de corp de armată Gheorghe Mărdărescu. București, Tipografia Marelui Stat Major, 1938. 8 p.
15. Răzășul, Anastase. S-a stins regina tuturor românilor. Extras din revista România Militară. București, Tipografia Marelui Stat Major, sept. 1938. 15 p.
16. Răzășul, Anastase. S-a stins mareșalul Alexandru Averescu. Extras din revista România Militară. București, Tipografia Marelui Stat Major, dec. 1938. 15 p.
17. Răzășul, Anastase. Maiorul Nicolae Isaru. București, Tipografia Marelui Stat Major, 1942.
18. Tomița Răzășul, Anastase. Mergem înainte pe urmele străbunilor. Biblioteca Asociației Scriitorilor și Autorilor Militari Români "Vestea Bună, nr.6.  București: Carpați, 1942.
19. Tomița Răzășul, Anastase. Generalul inginer Dumitru Vasiliu. Extras din revista România Militară. București, Tipografia Marelui Stat Major, 1942. 7 p. M III 1971
20. Tomița Răzășul, Anastase.  Instinct militar românesc. Extras din revista România Militară, Iulie- August 1940. 8 p.
21. Tomița Răzășul, Anastase. Credință și dreptate. Basarabia și Bucovina. Extras din revista România Militară. București, Tipografia Marelui Stat Major, iunie-iulie 1941. 16 p.
22. Tomița Răzășul, Anastase. Academia Română și apărarea națională. Cu prilejul împlinirii a 75 de ani de luptă pentru înălțarea neamului:1866— 1941. Extras din revista România Militară. București, Tipografia Marelui Stat Major, iunie-iulie 1941. 14 p.
23. Tomița Răzășul, Anastase. Generalul inginer Dumitru Vasiliu. Extras din revista România Militară, 1942. 7 p.
24. Tomița Răzășul, Anastase. Știința în lupta pentru ridicarea satelor. Extras din revista România Militară, 1942. 8 p.
25. Tomița Răzășul, Anastase. Eroismul țăranului român. Extras din revista România Militară, 1942.
26. Tomița Răzășul, Anastase. Eroism românesc. Extras din revista România Militară, 1942.
27. Tomița Răzășul, Anastase. 5OO de ani de la bătăliile Românilor Transilvăneni pentru apărarea ogorului străbun, 1442-1942. Extras din revista România Militară, 1942.
28. Tomița Răzășul, Anastase. Documente militare din o cronică inedită. Extras din revista intendenței și administrației armatei, nr. 4-5, aprilie-maiu 1930/. București, [s.n.], 1930. 14 p. M III 1943
29. Tomița Răzășul, Anastase. Generalul de Corp de armată Alexandru Gorsky.  Extras din revista România Militară, 1943 . 3 p.
30. Tomița Răzășul, Anastase. Basarabia noastră. Extras din revista România Militară. București, Tipografia Marelui Stat Major, 1933. 4 p.
31. Tomița Răzășul, Anastase. Generalul Marcel Olteanu. Extras din revista România Militară, Nr.11-12, 1943. 12 p.
32. Tomița Răzășul, Anastase. Locotenentul învățător Constantin Catană.  Extras din revista România Militară, 1943. 15 p.
33. Tomița Răzășul, Anastase. Geniul lui Mihail Kogălniceanu în luptă cu vrășmașii țării și restabilirea drepturilor istorice. Extras din România Militară, Mai-Iunie, 1944. p.36.
34. Tomița Răzășul, Anastase. Generalul de corp de armată Ștefan Panaitescu. Extras din revista România Militară, Nr.3-4, Mart.-Apr.1944. 3 p.
35. Tomița Răzășul, Anastase. Generalul Alexandru Ioanițiu. Extras din revista România Militară, Nr.3-4, Mart.-Apr.1944. 7 p.
36. Tomița Răzășul, Anastase. Centenarul nașterii Carmen Sylvei, mama răniților. Extras din revista România Militară, Nr.3-4, Mart.-Apr.1944. 8 p.
37. Tomița Răzășul, Anastase. Simbol istoric și ziua eroilor. Extras din revista România Militară, Mai-Iunie,1944. 4 p.
38. Tomița Răzășul, Anastase. Colonelul Ion Rudeanu. Extras din revista România Militară, Mai-Iunie,1944.
39. Tomița Răzășul, Anastase. Satul românesc în arta plastica. Cu prilejul expozițiunii Mariei Chelsoi-Cristea. Extras din revista România Militară, Mai-Iunie,1944. 7 p.
40. Tomița Răzășul, Anastase. Românism. Extras din revista România Militară, 1944. 19 p.
41. Tomița Răzășul, Anastase. Marea Unire a Daciei străbune. Extras din revista România Militară, 1944.
42. Tomița Răzășul, Anastase. Generalul intendant Mihail Neda. Extras din revista România Militară, 1944.
43. Tomița Răzășul, Anastase. Ion Dumitrescu. Destoinicie, onestitate, modestie. București, [s.n.], 1945, 7 pagini, M III 2542
44. Tomița Răzășul, Anastase. A căzut un luptător. Extras din revista România Militară, 1945. 3 p.
45. Tomița Răzășul, Anastase. Profesorul D. Bagdasar. Extras din revista România Militară, iulie-august 1946.
46. Tomița Răzășul, Anastase. Monografia comunei Brăhășești - în versuri. Editura StudIs, Iași, 2018, 264 pagini. Redactată de pe manuscris de către comandor Dănuț Andronie.

## Acte de caritate:
- În anul 1941 a făcut o donație  în valoare de 145 000 lei, pentru constituirea unui fond din al cărui venit să fie recompensați, anual, copiii premianți de la școlile primare din Brăhășeștii-de-Sus și din Brăhășeștii-de-Jos.

- În anul 1941 a luat la București 12 copii din sat (10 mai întâi, apoi încă 2), în momente în care satul o ducea foarte greu, pe cheltuiala proprie, pentru a-i face copii de trupă; unii au învățat o meserie și s-au întors în sat iar alții au făcut carieră militară;

Florentina Balica își amintește: „mama,  Pătrașcu Aurica și cu Paraschiv Frăsina (Eufrosina) au fost luate de la varsta de 9 ani și au stat în București timp de 12 ani, apoi s-au întors în sat învățătoare. Au stat 2 ani la Nenea (Anastase Tomița, n.r.) acasă apoi la un internat pentru fete. Adesea mama îmi spunea că se simțea singură numai cu doamna Frăsina în București. Tomița Anastase făcea deseori acte de caritate când venea de la București în vizită la bunica Pătrașcu Zonia. Deseori stăteam de vorbă cu el, eu copilărind la bunica și îi plăcea să se implice în viața de la țară și să afle cât mai multe noutăți.” 
După 1945, Anastase Tomița Răzășul a fost urmărit pentru opiniile sale din articolele scrise la adresa inamicului țării, anterior evenimentului de la 23 august 1944; cărțile și revistele au fost arse, de frica regimului nou instalat.
Gabriela Irimia, nepoată a lui Anastase Tomița Răzășul, evocă următoarele: „Referitor la scrierile lui bădia, mama își aduce aminte din copilărie ...avea câțiva ani...ca maia Zonia a ars în cuptor teancuri de cărți aduse de el. A fost căsătorit cu Veronica Lazea - fiica de ofițer, dar au divorțat. Nu au avut copii”.
A lăsat urmașilor manuscrisul unei monografii a comunei Brăhășești, în versuri, aproximativ 350 de pagini, dactilografiate la mașina de scris, care a așteptat rămas în stadiul de manuscris timp de 50 ani de la moartea sa. Cu siguranță, va fi un izvor important de informații istorice, pentru anii ce vor urma și va contribui la ridicarea prestigiului comunei.
A decedat la 22 ianuarie 1968, la vârsta de 83 ani și a fost înmormântat în comuna natală, Brăhășești, jud. Galați, în cimitirul Bisericii „Sfinții Voievozi”.

## BIBLIOGRAFIE:
1. Arhivele Militare Pitești, în cadrul fondului de arhivă creat de Direcția Cadre și Învățământ, Memorii Bătrâni, maiori, litera T, dosar nr. crt.3, însumând un număr de 60 de file;
2. Monitorul Oficial al României. Partea 1, 111, nr. 221, 21 septembrie 1943;
3. Monitorul Oficial al României. Partea 1, 109, nr. 171, 22 iulie 1941.